# Psophocarpus palustris
Espèce
Synonymes
- Botor palustris (Desv.) Kuntze[2]
- Psophocarpus palmettorum Guill. & Perr.[2]
- Psophocarpus palmettorum Guill. & al.[1]
- Psophocarpus palmettorum Guillemin, Perrottet, & A. Rich.[3]

Psophocarpus palustris est une espèce de plantes à fleurs dicotylédones de la famille des Fabaceae, sous-famille des Faboideae. C'est une plante herbacée originaire d'Afrique tropicale.

## Description
Ce sont des plantes herbacées vivaces aux tiges grimpantes ou rampantes pouvant atteindre 8 mètres de long.
Les feuilles et les jeunes pousses, les gousses immatures et les graines sont comestibles et récoltées dans la nature comme aliment.
Les rhizomes tubéreux jeunes sont également consommés.